# Raffaello Giolli
Raffaello Giolli (geboren 4. April 1889 in Alessandria; gestorben 5. Januar 1945 im KZ Gusen II) war ein italienischer Architekturkritiker.

## Leben
Raffaello Giolli war ein Sohn des Gaetano Giolli und der Emilia Viotti.
Er besuchte ein streng katholisches Gymnasium in Mailand und das Lyceum in Novara. Er begann das Studium an der Universität Pisa und erhielt die Laurea an der Universität Bologna. 
Seine kunstgeschichtlichen Studien konzentrierten sich auf die lombardische Malerei und generell auf die italienische Kunst des 19. Jahrhunderts und der Gegenwartskunst. Giolli begann 1908 als Journalist bei der Mailänder Kunstzeitschrift Rassegna d'arte und arbeitete für Zeitschriften des Verlags Alfieri & Lacroix. 1914 veröffentlichte er einen Essay über den Maler und Architekten Luigi Conconi.
Giolli war Pazifist und grenzte sich vom Kriegsenthusiasmus der Futuristen Filippo Tommaso Marinetti und Umberto Boccioni ab. Nach Kriegsende war er 1919 in Mailand Mitgründer und Motor des Circolo d’alta cultura. 
Im Jahr 1920 heiratete Giolli die Malerin Rosa Menni, sie hatten drei Söhne. Er übernahm die Redaktion der Kunstkritik in der Tageszeitung Corriere della Sera und schrieb 1923 eine Artikelserie über die Mostra internazionale di arte decorative in Monza. 
Er wurde 1925 Mitglied der Mailänder Accademia libera di cultura e arte des  Vincenzo Cento. Ab 1927 schrieb er die Rubrik „Mailänder Chronik“ für die Zeitschrift Emporium und war zwischen 1933 und 1935 Redakteur der Monatszeitschrift Colosseo. In den 1930er Jahren wendete er sich der Architektur zu und schrieb für Gianni Mazzocchis Zeitschriften Domus und Casabella.  
Im Juli 1940 wurden Giolli und sein Sohn Paolo von der italienischen Geheimpolizei Organizzazione di Vigilanza e Repressione dell’Antifascismo (OVRA) verhaftet und bis Februar 1941 im Konzentrationslager Istonio Marittimo interniert. Danach erhielt er Hausarrest in Senago. Er zog mit der Familie nach Vaciago (bei Varese), wo er, weiterhin unter Hausarrest, begann, Studien für ein Buch zur Kunstgeschichte des 19. Jahrhunderts anzulegen. Das Manuskript ging  1944 verloren, es wurde 1961 von seiner Frau rekonstruiert und bei Einaudi herausgegeben. 
Giolli schrieb wieder für Casabella und Domus, während die Redaktion des Corriere della sera seine Texte aus politischem Opportunismus gegenüber dem Faschismus ablehnte. Er schloss sich nach der Absetzung Mussolinis im Juli 1943 einer Widerstandsgruppe aus dem Val d’Ossola an und warb in Mailand unter den Intellektuellen für den  Widerstand. Am 14. September 1944 wurden er, seine Frau und der vierzehnjährige Sohn Federico Giolli von der faschistischen Legione Muti der Repubblica Sociale Italiana festgenommen, und Anfang Oktober 1944 bei der deutschen Besatzungsmacht im Mailänder Gefängnis San  Vittore eingeliefert, seine Frau und der Sohn wurden freigelassen. 
Giolli wurde in das Durchgangslager Bozen überstellt und, wie auch der Architekt Giuseppe Pagano in das KZ Mauthausen deportiert, wo er in der Nacht vom 5. auf den 6. Januar 1945 an den Haftbedingungen 
starb. Giollis Sohn Ferdinando Giolli war Partisan und wurde nach seiner Gefangennahme am 16. Oktober 1944 in Villeneuve im Valle d’Aosta hingerichtet. Der Sohn Paolo wurde in Griechenland gefangen genommen und in das Deutsche Reich verschleppt, er überlebte die Haft. 
In Mauthausen waren sein engster Freund, der Maler Aldo Carpi, und auch die Mitglieder der Architektengruppe BBPR
Gian Luigi Banfi und Lodovico Barbiano di Belgioioso inhaftiert, auch Banfi und Pagano starben dort. 
In Alessandria und in Mailand wurden je eine Via Raffaello Giolli nach ihm benannt.

## Schriften (Auswahl)
- P. Troubetzkoy. Mailand : Alfieri & Lacroix, 1914?
- Luigi Conconi, prospetto biografico-critico. Rom : Alfieri & Lacroix, 1920[3]
- Felice Casorati. Mailand : Hoepli, 1925
- Ranzoni; 24 riproduzioni. Mailand : L’Esame, 1926
- Intervallo ottimista. In: Casabella – Costruzioni, Jahrgang XVI, Heft 184–185, April/Mai 1943, S. 9–73. Über den italienischen Rationalismus
- L’erodiade del Morazzone. Mailand : F. Perrella & C., 1934
- La Trivulziana e Milano. Mailand : Perrella, 1935
- Brief an den Maler Attilio Alfieri, 1942
- La disfatta dell’ottocento. Vorwort Claudio Pavone. Turin : Einaudi, 1961 (postum, Herausgeber R. Menni Giolli)
- Cesare de Seta (Hrsg.): Raffaello Giolli: L’architettura razionale : Antologia. Bari : Laterza, 1972